# 诸城站
诸城站，位于中华人民共和国山东省潍坊市诸城市舜王街道，是胶新铁路上的火车站，建于2003年，由济南铁路局管辖。

## 車站周邊
- 诸城汽车总站
- 轻工业学院造纸装备与自动化研究所
- 日东创新造纸机械工业园
- 潍坊市绿丰农业科技研究所

## 歷史
- 建于2003年。

## 外部連結
- 中国铁路客户服务中心（页面存档备份，存于）